# Metrum jambiczne
Metrum jambiczne  – wzorzec metryczny w wersyfikacji iloczasowej lub sylabotonicznej, w którym mocne (odpowiednio długie lub akcentowane) są parzyste sylaby schematu. W praktyce w wierszu sylabotonicznym (zarówno polskim jak i rosyjskim) nie wszystkie sylaby mocne są w rzeczywistości akcentowane. W wierszu polskim w jambach występuje często hiperkataleksa, czyli dodatkowa sylaba nieakcentowana.
W wersyfikacji polskiej występują różne formaty wierszy jambicznych:
- dwustopowiec jambiczny akatalektyczny: sSsS
- dwustopowiec jambiczny hiperkatalektyczny: sSsS(s)
- trójstopowiec jambiczny akatalektyczny: sSsSsS
- trójstopowiec jambiczny hiperkatalektyczny: sSsSsS(s)
- czterostopowiec jambiczny akatalektyczny: sSsSsSsS
- czterostopowiec jambiczny hiperkatalektyczny sSsSsSsS(s)
- pięciostopowiec jambiczny akatalektyczny: sSsSsSsSsS
- pięciostopowiec jambiczny hiperkatalektyczny: sSsSsSsSsS(s)
- sześciostopowiec jambiczny akatalektyczny: sSsSsSsSsSsS
- sześciostopowiec jambiczny hiperkatalektyczny: sSsSsSsSsSsS(s)
- siedmiostopowiec jambiczny akatalektyczny: sSsSsSsSsSsSsS
- siedmiostopowiec jambiczny hiperkatalektyczny: sSsSsSsSsSsSsS(s)
- ośmiostopowiec jambiczny akatalektyczny: sSsSsSsSsSsSsSsS
- ośmiostopowiec jambiczny hiperkatalektyczny: sSsSsSsSsSsSsSsS(s)

W formatach dłuższych, począwszy od sześciostopowca, z reguły występuje średniówka:
- sSsSsS//sSsSsS(s)
- sSsSsSsS//sSsSsS(s)
- sSsSsSsS//sSsSsSsS(s)

Męska średniówka i klauzula podkreśla rytm jambów. Leopold Staff wyłącznie męskie średniówki i klauzule zastosował w wierszu Burza.
...zwał ...tłum
...sklep ...szum
...strop ...brzóz
...lęk ...gróz
...strach ...złom
...chmur ...grom
Dla wersyfikacji polskiej charakterystyczne są schematy z hiperkataleksą zarówno w średniówce, jak i klauzuli:
- sSsSsS(s)//sSsSsS(s)
- sSsSsSsS(s)//sSsSsSsS(s)

Najpopularniejszym formatem polskiego wiersza jambicznego jest czterostopowiec, zazwyczaj hiperkatalektyczny. Julian Tuwim napisał nim Kwiaty polskie.
W mgłach daleczeje sierp księżyca,
Zatkwiony ostrzem w czub komina,
Latarnia się na palcach wspina
W mrok, gdzie już kończy się ulica.
Obłędny szewczyk - kuternoga
Szyje, wpatrzony w zmór odmęty,
Buty na miarę stopy Boga,
Co mu na imię - Nieobjęty!
(Bolesław Leśmian, Szewczyk)
Czysty pięciostopowiec jambiczny w wersyfikacji polskiej występuje raczej rzadko:
I zdjął mię wielki płacz, gdy tą gromadą
Poranny zachwiał wiatr i pędził dalej,
Jakby girlandę dusz w błękitność bladą.
(Juliusz Słowacki, Rzym)
Najdłuższym formatem jambicznym jest w wersyfikacji polskiej ośmiostopowiec, siedemnastozgłoskowy w wariancie jednolitym (sSsSsSsS//sSsSsSsSs) lub osiemnastozgłoskowy z wersji dwudzielnej (sSsSsSsSs//sSsSsSsSs):
Ale daremny był ich trud, daremny ramion sprzęg i usił!
Oddali ciała swe na strwon owemu snowi, co ich kusił!
Łamią się piersi, trzeszczy kość, próchnieją dłonie, twarze bledną...
I wszyscy w jednym zmarli dniu i noc wieczystą mieli jedną!
(Bolesław Leśmian, Dziewczyna)
O metryce Dziewczyny Leśmiana pisał Kazimierz Wyka.
Metrum jambiczne popularne jest w literaturach obcych, angielskiej i rosyjskiej. W poezji anglojęzycznej przeważa pięciostopowiec, a w liryce i epice rosyjskiej, zwłaszcza romantycznej, czterostopowiec:
Высокой страсти не имея
Для звуков жизни не щадить,
Не мог он ямба от хорея,
Как мы ни бились, отличить.
Бранил Гомера, Феокрита;
Зато читал Адама Смита
И был глубокий эконом,
То есть умел судить о том,
Как государство богатеет,
И чем живет, и почему
Не нужно золота ему,
Когда простой продукт имеет.
Отец понять его не мог
И земли отдавал в залог.
(Aleksander Puszkin, Eugeniusz Oniegin/Евгений Онегин)
Metrum jambiczne jest popularne w poezji niemieckiej. Występuje ono też w literaturze czeskiej (zwłaszcza od 1836 roku) i liryce słoweńskiej.
Ihr naht euch wieder, schwankende Gestalten!
Die früh sich einst dem trüben Blick gezeigt.
Versuch’ ich wohl euch diesmal fest zu halten?
Fühl’ ich mein Herz noch jenem Wahn geneigt?
Ihr drängt euch zu! nun gut, so mögt ihr walten,
Wie ihr aus Dunst und Nebel um mich steigt;
Mein Busen fühlt sich jugendlich erschüttert
Vom Zauberhauch der euren Zug umwittert.
(Johann Wolfgang Goethe, Faust)
Do literatury czeskiej jamb wprowadził romantyk Karel Hynek Mácha swoim najbardziej znanym dziełem, poematem Maj.
Byl pozdní večer — první máj —
večerní máj — byl lásky čas.
Hrdliččin zval ku lásce hlas,
kde borový zaváněl háj.
O lásce šeptal tichý mech;
květoucí strom lhal lásky žel,
svou lásku slavík růži pěl,
růžinu jevil vonný vzdech.
Jambu używali odtąd właściwie wszyscy poeci czescy, w tym Vítězslav Hálek (Večerní písně), Jaroslav Vrchlický, Karel Hlaváček (Mściwa kantylena), Vítězslav Nezval, Jiří Orten (Elegie), Vladimír Holan i Oldřich Vyhlídal. 
W literaturze słoweńskiej jambicznym pięciostopowcem posługiwał się France Prešeren, autor Wieńca sonetów.
Poet tvoj nov Slovencem venec vije,
'z petnajst sonetov ti tako ga spleta,
da magistrále, pesem trikrat peta,
vseh drugih skupaj veže harmoníje.
Piętnastozgłoskowiec jambiczny (wiersz polityczny) jest najpopularniejszym rodzajem wiersza w średniowiecznej i nowożytnej poezji greckiej. Formę greckich liryków napisanych tą miarą odwzorowywał w swoich tłumaczeniach Janusz Strasburger. Omawiany piętnastozgłoskwiec (heptametr jambiczny) występuje między innymi w eposie Dijenis Akritas.
Szerzej na temat polskiego jambu pisała Maria Dłuska.